# Buko
Buko ist seit dem 1. Januar 2009 ein Ortsteil der Stadt Coswig (Anhalt) im Landkreis Wittenberg in Sachsen-Anhalt (Deutschland).

## Geografie
Buko in den südwestlichen Ausläufern des Fläming liegt zwischen Rosseltal und den Quellen des Olbitzgrabens, etwa 40 Meter höher als die etwa acht Kilometer südlich verlaufende mittlere Elbe. Die Umgebung ist sehr waldreich (55 % der Gemarkung Buko ist bewaldet). Das Gelände ist durch sanfte Hügel gekennzeichnet: die Handelsberge westlich von Buko erreichen 119 m ü. NN, die Kreuzberge im Osten 152 m. Die Stadt Coswig (Anhalt) ist 7 km, Dessau-Roßlau 13 km entfernt.

## Politik

### Wappen
Blasonierung: „In Blau ein flugbereiter silberner Phönix mit ausgeschlagener Zunge und goldenem Schnabel, aufsteigend aus goldenem Feuer über silbernen Scheiten.“
Das Wappen wurde 1997 vom Magdeburger Kommunalheraldiker Jörg Mantzsch gestaltet und ins Genehmigungsverfahren geführt.

### Flagge
Die Flagge ist Silber (Weiß) – Blau längs gestreift. Das Wappen der ehemaligen Gemeinde ist mittig auf die Flagge aufgelegt.

## Wirtschaft und Infrastruktur
Nach der deutschen Wiedervereinigung wurde die Infrastruktur des Ortes weiter ausgebaut (Straßenmodernisierung, Kanalisation, Telefonkabel). Der Dorfgasthof Fläminger Bauernschänke konnte vor einigen Jahren neu eröffnet werden.

### Ansässige Unternehmen
Größter Arbeitgeber im Ort ist eine Agrargenossenschaft. Daneben besteht eine Elektrohandwerks-Firma, ein Tischlereibetrieb und eine Kfz-Werkstatt.

### Verkehrsanbindung
Buko liegt zwischen der Bundesstraße 187a (Zerbst/Anhalt – Coswig) und dem Autobahnanschluss Köselitz (A 9 Berlin – München). Über den Nachbarort Düben führt eine Straße nach Dessau-Roßlau. In Coswig (Anhalt) und Jeber-Bergfrieden bestehen Bahnanschlüsse nach Dessau-Roßlau, Potsdam und Wittenberg.

## Kultur und Sehenswürdigkeiten
- Kirche St. Johannes (Buko)
- Grabstätte auf dem Ortsfriedhof für einen namentlich bekannten sowjetischen Kriegsgefangenen, der 1943 Opfer von Zwangsarbeit wurde

### Regelmäßige Veranstaltungen
- Weiberfastnacht am letzten Januar-Wochenende und Männerfastnacht vier Wochen später
- Osterfeuer
- jährliches Dorffest und Fußballturnier

## In Buko geborene Persönlichkeit
- Helmut Schindewolf (1910–1992), Maler und Grafiker

## Weiteres
Die mittelmärkische Mundart des Ortes wurde 1937 im Lautdenkmal reichsdeutscher Mundarten dokumentiert. Die digitalisierte Audioaufnahme mit einer damals 46-jährigen Sprecherin wird u. a. im Archiv des Forschungszentrums Deutscher Sprachatlas vorgehalten.